# Моральт, Рудольф
Ру́дольф Мо́ральт (нем. Rudolf Moralt; 26 февраля 1902, Мюнхен — 16 декабря 1958, Вена) — немецкий дирижёр.
Учился в Мюнхенской академии музыкального искусства у Вальтера Курвуазье и Августа Шмида-Линднера, в 1919 году был принят ассистентом дирижёра в мюнхенскую государственную оперу (главными дирижёрами были Бруно Вальтер и Ханс Кнаппертсбуш). В 1923—1928 дирижировал в Кайзерслаутернской опере, в 1932—1934 — руководил Немецким театром города Брно. В дальнейшем работал в Брауншвейге и Граце, в 1937 дебютировал в Вене, три года спустя получил место главного дирижёра Венской оперы и руководил ею до 1943 года.
Часто оставаясь в тени более известных дирижёров своего времени, Моральт, тем не менее, был уважаем и ценим публикой за колоссальную работу, проводившуюся с оркестром, высокое качество исполнения. Во время войны Моральту удалось сохранить коллектив Венской оперы и дать ряд запоминающихся представлений опер Моцарта и Рихарда Штрауса. Дирижёр много гастролировал по городам Европы и Южной Америки, сделал ряд записей, среди которых — «Дон Жуан» Моцарта, «Саломея» Р. Штрауса, оперетта Легара «Джудитта» и другие произведения.